# Aleksander Schmidt
Aleksander Jan Schmidt (ur. 6 maja 1919 w Wierzbicy, zm. 5 października 2008) – polski rolnik i polityk. Poseł na Sejm PRL III, IV, V, VI i VII kadencji, członek Rady Państwa (1972–1976).

## Życiorys
Syn Maksymiliana i Walerii, uzyskał wykształcenie średnie. W 1945 wstąpił do Stronnictwa Ludowego, które w 1949 współtworzyło Zjednoczone Stronnictwo Ludowe (w 1950 był sekretarzem Wojewódzkiego Komitetu tej partii w Bydgoszczy). Pracował jako robotnik, następnie kierownik Zakładów Przemysłu Rolnego w Szubinie. W latach 1948–1950 przewodniczący Powiatowej Rady Narodowej w Szubinie; w latach 1950–1958 wiceprzewodniczący, w latach 1958–1971 przewodniczący Wojewódzkiej Rady Narodowej w Bydgoszczy; w latach 1971–1973 prezes Zarządu Głównego Centralnego Związku Kółek Rolniczych, w latach 1972–1976 członek Rady Państwa. W latach 1976–1985 wiceprezes Najwyższej Izby Kontroli, poseł na Sejm PRL III, IV, V, VI i VII kadencji (1961–1980), a w latach 1972–1976 przewodniczący Komisji Rolnictwa i Przemysłu Spożywczego w Sejmie VI kadencji.
W ZSL pełnił m.in. funkcje członka Naczelnego Komitetu (1959–1984) i członka prezydium Naczelnego Komitetu (1971–1980). W czerwcu 1968 wszedł w skład Komitetu Honorowego oraz Komitetu Przygotowawczego obchodów 500. rocznicy urodzin Mikołaja Kopernika.
Jako najdłużej urzędujący przewodniczący WRN w Bydgoszczy uważany był za fachowca, człowieka świetnie funkcjonującego w lokalnych układach i mającego wysokie notowania u władz centralnych. Pochowany 10 października 2008 na cmentarzu w Pyrach w Warszawie.

## Odznaczenia
- Order Sztandaru Pracy I klasy (1964)[3]
- Order Sztandaru Pracy II klasy (1959)[4]
- Krzyż Komandorski z Gwiazdą Orderu Odrodzenia Polski
- Krzyż Kawalerski Orderu Odrodzenia Polski (1955)[5]
- Medal 10-lecia Polski Ludowej (1955)[6]
- Medal 30-lecia Polski Ludowej (1974)[7]
- Medal 40-lecia Polski Ludowej
- Odznaka 1000-lecia Państwa Polskiego (1966)[8]
- Odznaka „Zasłużony Działacz Turystyki” (1963)[9]
- Medal „Za zasługi dla ruchu ludowego” (1984)[10]
- Odznaka Za zasługi dla rozwoju województwa bydgoskiego
- Medal „Za zasługi dla Pomorskiego Okręgu Wojskowego” (1970)[11]
- i inne